# Danny Woodhead

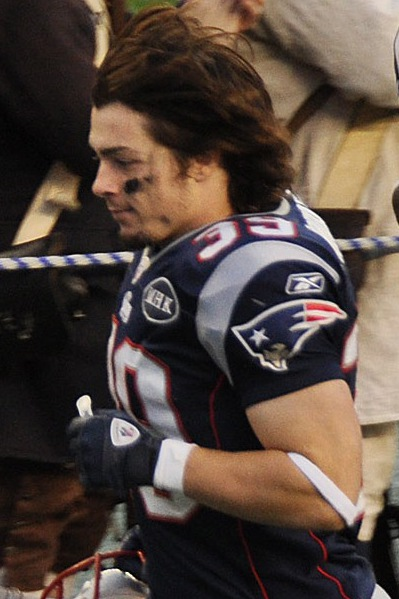
Foto de Danny Woodhead.

Daniel Frank Henry Woodhead (nacido el 25 de enero de 1985) es un exrunning back de fútbol americano retirado en el 2018 con los
Baltimore Ravens de la National Football League (NFL). Fichó por los New York Jets como agente libre en el 2008. También jugó en los New England Patriots. En su periodo universitario había jugado al fútbol americano para Chadron State.
Woodhead consiguió varios récords de carrera en el fútbol universitario (NCAA), incluyendo el de carreras por temporada y carreras en toda su historia. En 2006 y 2007, ganó el Harlon Hill Trophy, otorgado al mejor jugador en la Division-II de la NCAA, convirtiéndolo en el tercer jugador en ganar el trofeo dos veces en toda su historia (los otros jugadores son Johnny Bailey y Dusty Bonner). El 6 de octubre de 2007, Woodhead se convirtió en líder de carreras en toda la historia de la NCAA. Woodhead mantuvo este récord hasta que fue superado por el running back Nate Kmic de la universidad Mount Union College el 13 de diciembre de 2008.

## Primeros años
Woodhead jugó al fútbol americano en el instituto North Platte High School en North Platte, Nebraska, dónde consiguió varios récords. North Platte alcanzó la final estatal en 2001 con la ayuda de Woodhead, después de haber superado al equipo del instituto Millard North High School por 24-21. Woodhead bloqueó un intento de field goal en el cuarto dando la posesión a North Platte a pocos minutos del final. El jugador de North Platte, Ben Woodhead, hermano mayor de Woodhead, lanzó un pase de campo para conseguir posteriormente la victoria con un field goal a cargo de Jake McCarthy. Sin embargo, North Platte perdió la final del estatal por 28-14 frente al instituto Millard West High School.
Durante la temporada junior de Woodhead, su equipo mantuvo un parcial de victorias-derrotas de 8-1 en temporada regular, y ganó dos partidos en playoffs antes de caer eliminados ante Millard North en las semifinales.
Durante la temporada sénior de Woodhead, North Platte consiguió por primera vez en 40 años su primera temporada regular invicto, con un parcial de 9-0. El equipo consiguió batir al instituto Omaha North High School en la primera ronda de playoffs, Bellevue East en la segunda ronda, y finalmente perdió ante Millard North 21-7 en las semifinales por segundo año consecutivo. Woodhead acabó como líder en carreras de la Class A en Nebraska, también como líder de carreras en toda la historia de la Class A de Nebraska con 4,891 yardas (2000–2003). El que fue quarterback de North Platte High durante el mismo año, Derek Enderle, también acabó como líder de pases del estado. Esta fue la primera vez en la historia de North Platte que un equipo de fútbol americano consiguiera ser líder en carreras y pases durante la misma temporada.

## Carrera universitaria
En 2004, Woodhead empezó asistiendo en la universidad de Chadron State College en Chadron, Nebraska, donde alcanzó las 1,840 yardas como freshman. Woodhead fue el primer beneficiario de una beca completa en los 96 años de historia de Chadron State.
En 2005, Woodhead condujo el balón en 278 ocasiones consiguiendo 1,769 yardas, con un promedio de 6.4 yardas por carrera y 21 touchdowns en total. También logró 30 recepciones para 367 yardas, consiguiendo un promedio 12.2 yardas por recepción.
En 2006, después de 12 partidos, Woodhead había conseguido correr 2,740 yardas, un nuevo récord individual de carreras en toda la división, superando a Kavin Gaillaird. Incluyendo los playoffs, sus yardas en carrera en 2006 ascendieron a 2,756. También lideró a su equipo a los playoff de la Division-II de la NCAA en 2006, perdiendo contra Northwest Missouri State. Northwest Missouri State logró mantener a Woodhead en su partido más bajo, 16 yardas recorridas en 16 carreras y tan solo 79 yardas recibiendo, lo cual fue más del doble que cualquiera en el equipo de Northwest Missouri. Chadron también consiguió 327 yardas más del total de la ofensiva, comparado con las 306 de Northwest Missouri State.
Después de 39 partidos, Woodhead alcanzó los 606 puntos equiparando 15.5 puntos por partido, el mayor alcanzado en la historia de la Division-II de la NCAA. Solo Dan Pugh de la universidad Mount Union College, de la Division-III en Ohio, con 248 puntos en 2002 y Barry Sanders de Oklahoma State con 234 en 1988, consiguieron más puntos en una temporada de lo que consiguió Woodhead en 2006. Sin embargo, en 2007, Bernard Scott de la universidad Abilene Christian University rompió el récord de la Division-II que tenía Woodhead, anotando 39 touchdowns (234 puntos).
Woodhead acumuló 7,441 yardas en el campo durante su carrera universitaria, dándole un promedio de 190.8 yardas por carrera y por partido. Corrió por más de 200 yardas en 19 de sus 39 apariciones y anotó en 37 partidos consecutivos, dos de los cuales son récord en toda la división de la NCAA.
Después de alcanzar las 208 yardas en el partido frente a Western New Mexico en 2007, se convirtió en el jugador líder en carrera de la historia del futbol universitario, rompiendo el récord que hasta entonces estaba en manos de R.J. Bowers, quien jugó para la universidad Grove City College, de la Division-III en Pennsylvania desde 1997–2000. Woodhead es también el sexto jugador de la Division-II de la NCAA en haber corrido más de 1,000 yardas en cuatro temporadas.
También registró un total de 9,259 yardas, lo cual lo sitúa segundo en la lista en toda la historia en la NCAA. Brian Westbrook (Villanova, 1997–2001) actualmente posee el récord con 9,512 yardas totales.
Woodhead está también empatado con Germaine Race (Pittsburg State 2003–2006) en la primera posición de la Division-II en cuanto a carreras, con 654 puntos conseguidos en carrera para 109 touchdowns. Race también es líder en toda la historia de conversiones de dos puntos con 658 puntos. Woodhead es el segundo jugador en la historia universitaria en alcanzar más de 100 touchdowns.
Barry Sanders también es el único jugador universitario en acumular más yardas totales que las 3,159 que Woodhead ganó en el 2006, ya que fueron 3,250 como junior en Oklahoma State University en 1988, cuando ganó el trofeo Heisman. Woodhead quedó décimo en yardas totales en carrera de la Division-II con 7,349 después de su temporada junior. El líder de la Division-II es Brian Shay de Emporia State con 9,301 yardas, incluyendo 1,207 en retornos de kickoff, 1995–1998.
Woodhead fue candidato al trofeo Harlon Hill en 2004, 2005, 2006, and 2007, ganando el premio en 2006 y 2007.
Cuando fue entrevistado, Woodhead declaró que Nebraska nunca mostró mucho interés en él y lo que él quería era ir a algún sitio donde lo quisieran. Chadron State mostró mucho interés en él, dónde finalmente acabó. Mientras estuvo en Chadron State, se especializó en matemáticas.

### Estadísticas universitarias
| Año     | Partidos | Carrera | Carrera | Carrera | Carrera | Carrera | Recepción | Recepción | Recepción | Recepción | Recepción |
| Año     | Partidos | Int     | Yds     | Prom    | YPP     | TD      | Rec       | Yds       | Prom      | YPP       | TD        |
| ------- | -------- | ------- | ------- | ------- | ------- | ------- | --------- | --------- | --------- | --------- | --------- |
| 2004    | 10       | 284     | 1,840   | 6.5     | 184.0   | 25      | 16        | 163       | 10.2      | 16.3      | 2         |
| 2005    | 10       | 278     | 1,769   | 6.4     | 176.9   | 21      | 30        | 367       | 12.2      | 36.7      | 0         |
| 2006    | 13       | 344     | 2,756   | 8.0     | 212.0   | 34      | 45        | 403       | 9.0       | 31.0      | 4         |
| 2007    | 11       | 250     | 1,597   | 6.4     | 145.2   | 21      | 38        | 484       | 12.7      | 41.0      | 2         |
| Carrera | 44       | 1,135   | 7,962   | 6.9     | 183.0   | 101     | 119       | 1,388     | 11.7      | 32.3      | 8         |

## Carrera profesional

### Pre-draft
Woodhead no recibió una invitación para la NFL Scouting Combine (combinado de reclutamiento de la NFL) así que tuvo que mostrar sus habilidades durante su pro-day. Según el informe en NFLDraftWatch.net, completó la carrera de 40-yardas en 4.33 y 4.38 segundos, siendo el segundo más rápido de todos los running backs del NFL Combine de marzo de 2008. Fijó el mejor tiempo en prueba de habilidad completándola en 4.03 segundos, el segundo mejor salto vertical (97.79 cm) y el mejor tiempo en las 60-yardas de trayecto corto regular (11.2 segundos). En pesas también consiguió levantar 102 kg en 20 ocasiones.

### New York Jets (2008-2010)
Woodhead quedó fuera del draft de la NFL en 2008. Sin embargo, recibió una llamada de los New York Jets momentos antes de que el draft finalizara, llegando ambas partes a un acuerdo por el que finalmente fue contratado como agente libre rookie no-drafteado. Poco después se anunció que Woodhead había llegado a un trato con los Jets.
El 26 de julio de 2008, los Jets tuvieron que prescindir de Woodhead cuando tuvo que abandonar el campo debido a una lesión. Pasó toda su temporada rookie en la lista de lesionados.
El 3 de septiembre de 2009, los Jets se enfrentaron a los Philadelphia Eagles en un partido de pretemporada. Durante el partido, Woodhead corrió 158 yardas, la mejor segunda marca en pretemporada de la NFL desde 1992, y 2 touchdowns. Woodhead inicialmente superó el recorte de plantilla en septiembre de 2009, aunque finalmente quedó fuera un día más tarde, el 6 de septiembre de 2009. Se le contrató de nuevo en el equipo de prácticas de los Jets el 8 de septiembre. El 17 de octubre, Woodhead cambió de posición pasando de running back a wide receiver y finalmente entró a formar parte de la lista de jugadores oficial después de que Jerricho Cotchery y Brad Smith se lesionaran.
Woodhead tuvo su primera aparición en partido oficial el 25 de octubre de 2009. En la victoria por 38–0 contra los Oakland Raiders, Woodhead hizo 3 carreras para 24 yardas. Woodhead lideró los Jets a los playoffs hasta que el equipo perdió en la AFC Championship frente a los Indianapolis Colts.
Los Jets finalmente liberaron a Woodhead el 14 de septiembre de 2010.

### New England Patriots (2010-2012)
Woodhead fichó por los New England Patriots el 18 de septiembre de 2010, un día antes del partido de la semana 2 contra los Jets.  El equipo mantuvo un espacio libre en el roster official reservado para Woodhead después del traspaso de Laurence Maroney; aunque Woodhead no pudo participar en el partido, vio como Kevin Faulk se lesionó la rodilla durante una carrera en 3r down de los Patriots. El 26 de septiembre, debutó con los Patriots tan bien como lo hizo a principios de su carrera, Woodhead consiguió un touchdown tras 22 yardas de carrera frente a los Buffalo Bills, su primer touchdown en la NFL. En la semana 4, Woodhead sumó un touchdown de 11 yardas tras una recepción en la victoria frente a los Miami Dolphins. Contra los Indianapolis Colts en la semana 11, Woodhead consiguió un touchdown tras 36 yardas de carrera en la victoria de los Patriots.
El 19 de noviembre de 2010, Woodhead firmó una extensión de contrato de dos años con los Patriots, hasta la temporada 2012.
Woodhead finalizó la temporada 2010 con 3 apariciones en 14 partidos jugados. Consiguió 97 carreras para 547 yardas (5.6 yardas de promedio), y 5 touchdowns en carrera. 
También recibió 34 pases para 379 yardas y un touchdown. Woodhead formó parte del roster de los Patriots en la post temporada hasta que perdieron contra su exequipo, los Jets, en la ronda divisional.
El 5 de febrero de 2012, Woodhead recibió un pase en el segundo cuarto del partido de la Super Bowl XLVI con el que consiguió anotar un touchdown para los New England Patriots. Aunque los Patriots acabaron perdiendo la Super Bowl frente a los New York Giants por 17-21. Woodhead acabó el partido con 4 recepciones para 42 yardas y corrió en 7 ocasiones para 18 yardas.

### San Diego Chargers (2013-2017)
Woodhead llegó a un acuerdo con los San Diego Chargers el 15 de marzo de 2013.

### Baltimore Ravens (2017-2018)
El 9 de marzo de 2017 firmó un contrato con los Baltimore Ravens para las siguientes 3 temporadas. Después de un primer año donde se perdió gran parte de la temporada por lesión, fue cortado el 15 de marzo de 2018.
El 17 de marzo de ese mismo año, Woodhead anunció su retirada a través de su cuenta oficial de Instagram.